# 写真等級
写真等級（しゃしんとうきゅう、Photographic magnitude）は、撮影した写真から求められた天体の明るさの等級である。
天体の明るさを正確に測定できる光度計の出現の前、天体の視等級は、カメラで写真を撮影することにより求められた。写真フィルムや写真乾板に撮影されたこれらの画像は、裸眼や光度計で見るのと比べ、スペクトルの青色端で感度が高かった。その結果、青色の恒星は現在の視等級よりも低い数値、赤色の恒星は現在の視等級よりも高い数値となった。例えば、赤色超巨星であるいて座KW星の写真等級は11.0から13.2であるが、視等級は約8.5から11である。
写真視等級の記号は、mpg、写真絶対等級の記号はMpgである。